# 史蒂文·喬博

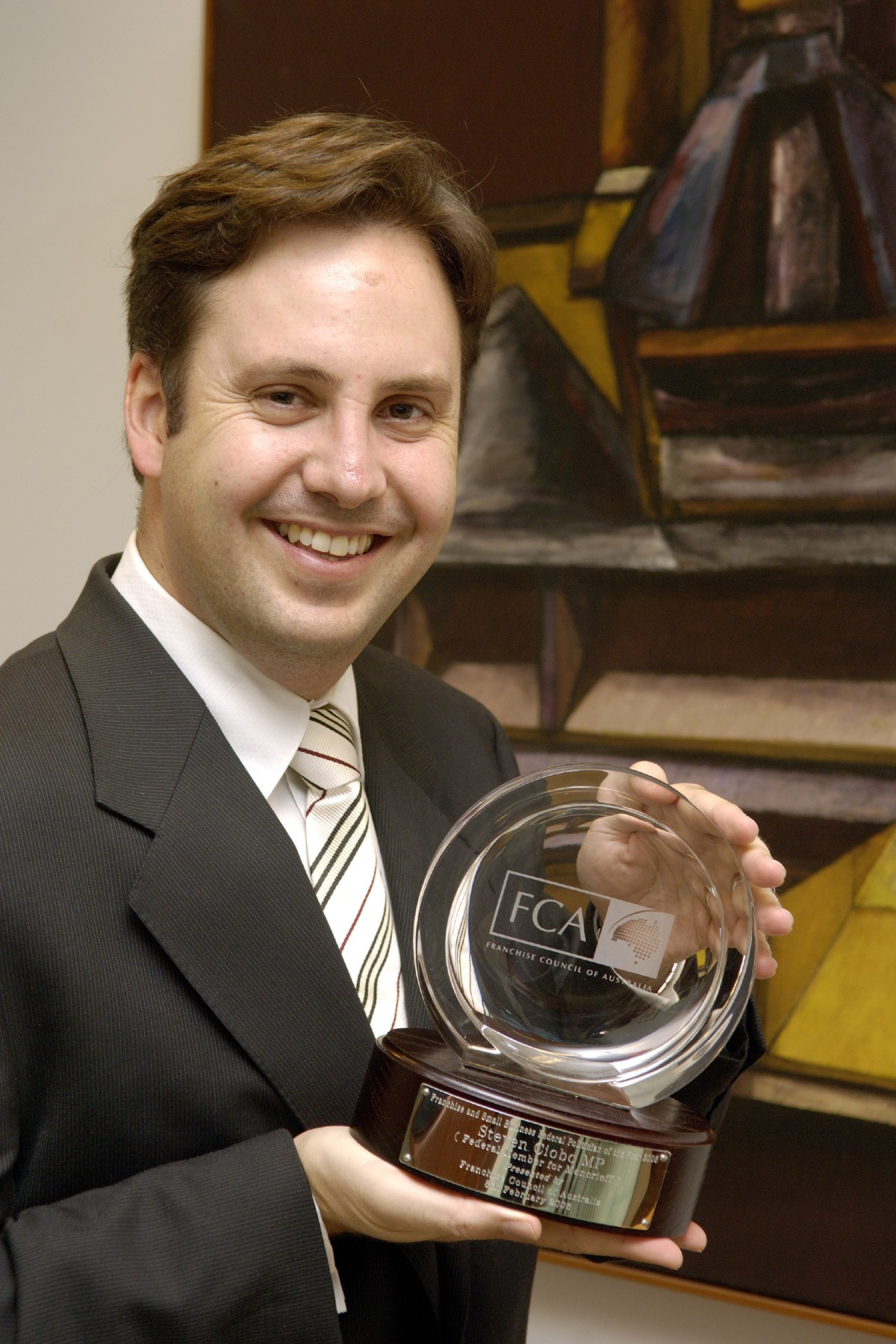
史蒂文·喬博

史蒂文·米歇尔·乔博（英語：Steven Michele Ciobo；1974年5月29日—）是一位澳洲政治人物，他的黨籍是澳洲自由黨。自2001年開始，他是蒙克利夫選區選出的澳洲眾議院的議員。自2016年2月開始，他擔任澳洲貿易和投資大臣。现任澳大利亚国防工业部长。